# PANDAS
Pour les articles homonymes, voir Panda.
 Mise en garde médicale
PANDAS est l’abréviation de l'anglais : Pediatric Autoimmune Neuropsychiatric Disorders Associated with Streptococcal infections, en français Troubles neuropsychiatriques pédiatriques auto-immuns associés aux infections à streptocoque. Ce terme rentre dans le cadre d'une hypothèse selon laquelle il existe un sous-groupe d'enfants avec une apparition rapide de troubles obsessionnels compulsifs et/ou de tics secondaires à une infection à streptocoque β-hémolytique du groupe A. Le lien proposé entre l'infection et ces troubles est que la réaction auto-immune initiale à une infection à streptocoque ß-hémolytique produise des anticorps qui altèrent le fonctionnement des noyaux gris centraux, ce qui entraîne ces symptômes,.
Le lien de causalité entre ces troubles et l'infection n'est pas encore acquis,,. Cette hypothèse est controversée. On débat encore sur le fait que c'est un trouble à part ou non du syndrome de Gilles de la Tourette et des troubles obsessionnels compulsifs,,,,.
Les PANDAS ne sont pas une entité pathologique validée. Ils ne sont pas listés dans l'ICD (International Statistical Classification of Diseases and Related Health Problems) ni dans le DSM (Diagnostic and Statistical Manual of Mental Disorders).